# Reslizumab
Il reslizumab, commercializzato nell'Unione Europea con il nome di Cinqaero, è un anticorpo monoclonale umanizzato, appartenente alla famiglia delle immunoglobuline IgG4, che ha per target l'interleuchina 5 umana, impedendo il legame tra essa e il suo specifico recettore transmembrana e bloccando le funzioni biologiche di questa interleuchina; conseguentemente, i leucociti eosinofili riducono la loro attività e non ne viene più stimolata la sopravvivenza.
Il reslizumab è indicato nel trattamento delle forme gravi di asma eosinofila degli adulti, qualora fossero refrattarie ad altre terapie antiasmatiche.